# یواس‌اس نوشو (۱۸۶۳)
یواس‌اس نوشو (۱۸۶۳) (به انگلیسی: USS Neosho (1863)) یک کشتی بود که طول آن ۱۸۰ فوت (۵۴٫۹ متر) بود. این کشتی در سال ۱۸۶۳ ساخته شد.